# Америчка Самоа на Летњим олимпијским играма 1992.
Америчкој Самои је ово било друго учешће на Летњим олимпијским играма. Америчку Самоу, су на Олимпијским играма 1992. у Барселони представљала тројица учесника који су се такмичили у 2 индивидуална спорта. Најстарији учесник у екипи био је боксер Мика Масое са 28 година и 262 дана, а најмлађи дизач тегова Ерик Браун са 23 године и 97 дана.
Олимпијска екипа Америчке Самое је била у групи земаља које нису освојиле ниједну медаљу.
Најбољи пласман остварио је боксер Маселино Масое који је у категорији до 71 кг поделио 5 место. 

## Учесници по дисциплинама
| Спорт         | Мушкарци | Жене | Укупно |
| ------------- | -------- | ---- | ------ |
| Бокс          | 2        | 0    | 2      |
| Дизање тегова | 1        | 0    | 1      |
| Укупно(3)     | 3        | 0    | 3      |

## Бокс
| Боксер         | Дисциплина | Коло 32 такмичара          | коло 16 такмичара                        | Четвртфинале                 | Полуфинале         | Финале             | Финале   | Детаљи |
| Боксер         | Дисциплина | Противник Резултат         | Противник Резултат                       | Противник Резултат           | Противник Резултат | Противник Резултат | Пласман  | Детаљи |
| -------------- | ---------- | -------------------------- | ---------------------------------------- | ---------------------------- | ------------------ | ------------------ | -------- | ------ |
| Маселино Масое | -71        | Нагашима Јапан · Поб ТКО-2 | Хашим Ирак · Поб ТКО-1                   | Мижеји Мађарска · Пор 3 - 17 | Није се пласирао   | Није се пласирао   | = 5 / 30 |        |
| Мика Масое     | -81        | слободан                   | Вилсон Уједињено Краљевство · Пор 8 - 12 | Није се пласирао             | Није се пласирао   | Није се пласирао   | =9 / 26  |        |

## Дизање тегова

### Мушкарци
| Атлетичари | Дисциплина | Трзај    | Трзај   | Избачај  | Избачај | Укупно | Пласман | Детаљи |
| Атлетичари | Дисциплина | Резултат | Пласман | Резултат | Пласман | Укупно | Пласман | Детаљи |
| ---------- | ---------- | -------- | ------- | -------- | ------- | ------ | ------- | ------ |
| Ерик Браун | -90 кг     | 125      | 21      | 157,5    | =20     | 282,5  | 21 / 23 |        |